# 江戸川区立小岩第四中学校
江戸川区立小岩第四中学校（えどがわくりつ こいわだいよんちゅうがっこう）は、東京都江戸川区西小岩に所在する公立中学校。
奥戸街道と蔵前橋通りの合流地点の近くにあり、葛飾区との区境に位置する。西門の向かいは葛飾区細田1丁目だが、葛飾区立奥戸中学校の通学区域となる。

## 沿革
- 1952年 - 江戸川区立小岩第三中学校分校として設立
- 1953年 - 江戸川区立小岩第四中学校として開校

## 所在地
- 東京都江戸川区西小岩三丁目9番地18号
  - JR小岩駅下車 徒歩15分
  - 京成小岩駅下車 徒歩15分

## 部活動一覧
運動部
- バスケットボール部（男・女）
- ソフトテニス部（男・女）
- バドミントン部（男・女）
- サッカー部
- 卓球部
- 剣道部
- 体力向上部

文化部
- 吹奏楽部
- 美術部
- 読書部
- 科学部

## 出身著名人
- 池江璃花子 - 競泳選手 [2]
- 安藤誓哉 - プロバスケットボール選手
- 木村理恵 - 女優
- 橋本良亮 - アイドルグループ　A.B.C-Z

## その他
- 平成19年度の男子バスケットボール部が関東大会に出場、その後平成22年度の男子バスケットボール部が部員7名で全国大会に出場し、その際にはいずれもJR小岩駅北口前のイトーヨーカ堂に垂幕がかけられた。
- 相談室があり、スクールカウンセラーによるカウンセリングがある。